# Comostola maculata
Comostola maculata är en fjärilsart som beskrevs av Moore 1867. Comostola maculata ingår i släktet Comostola och familjen mätare. Inga underarter finns listade i Catalogue of Life.